# 15초 규칙

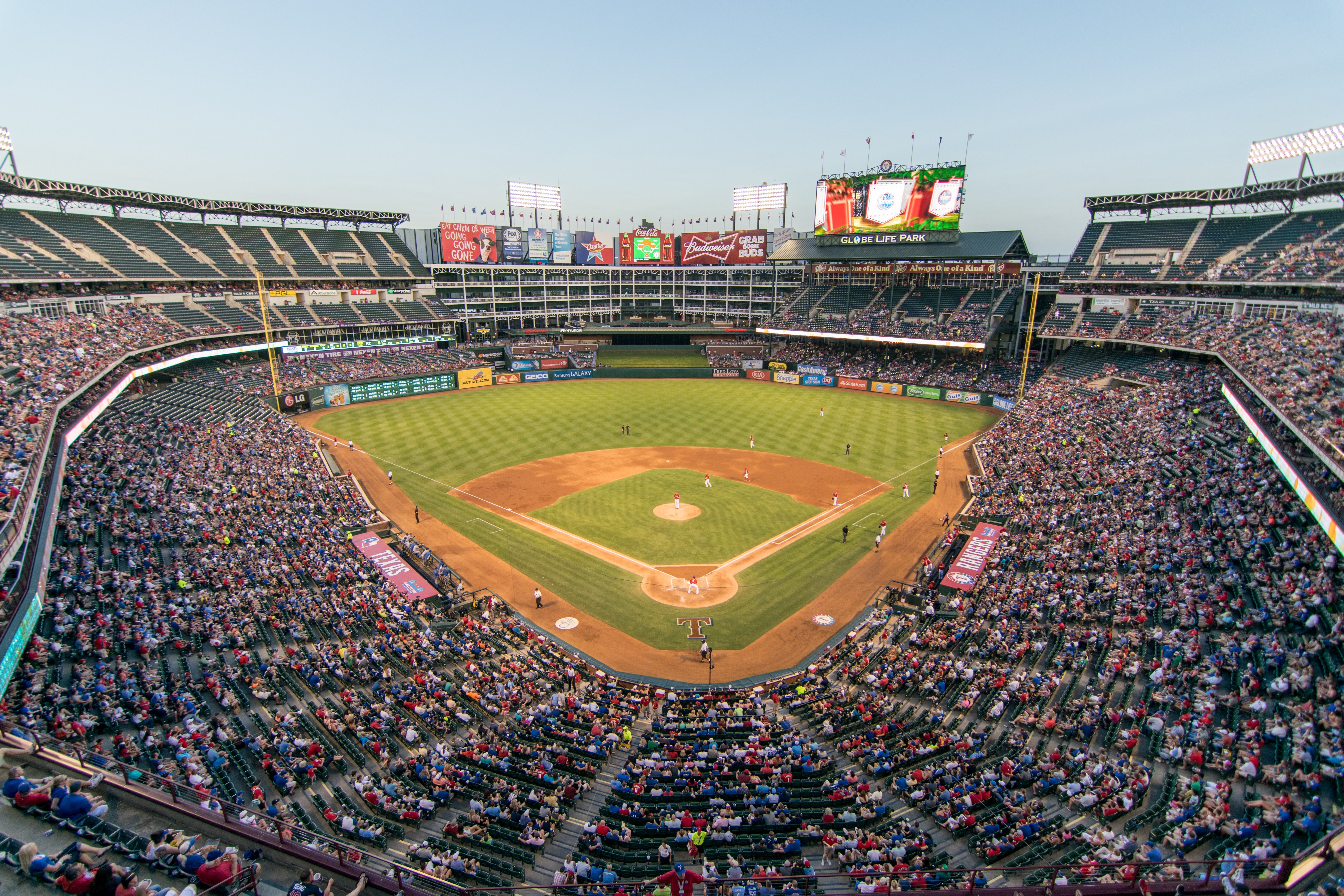
야구장

15초 규칙은 투수가 공을 홈플레이트에 던지는 데 소요되는 시간을 제한하는 메이저리그 야구의 규칙이다.
메이저리그 야구(MLB)는 몇 년 동안 게임의 페이스를 높이고 팬들에게 더욱 흥미로운 경기를 제공하기 위해 몇 가지 규칙을 시행해왔다.

## 시행 이유
15초 규칙은 처음으로 2015년에 애리조나 가을 리그에서 실험적인 규칙으로 도입되었으며, 이후 2018년 시즌에 MLB에서 채택되었다. 이 규칙은 투수가 포수로부터 공을 받은 후, 홈플레이트에 공을 던지는 데 15초 안에 완료해야 한다는 것을 명시하고 있다. 만약 투수가 정해진 시간 안에 공을 던지지 못하면, 심판은 자유롭게 볼 또는 스트라이크를 판정할 수 있다.
15초 규칙의 목적은 투구 간 시간 간격을 줄이고, 이를 통해 더욱 흥미진진한 경기를 제공하며, 또한 경기 전체 시간을 단축하는 데 있다.

## 시행 방법
이 규칙을 공정하고 일관되게 시행하기 위해 MLB는 투수가 각 투구를 완료하는 데 소요되는 시간을 추적하기 위한 피치 클록을 사용한다. 이 시간은 투수와 타자 모두에게 시각적으로 노출되며, 투수가 포수로부터 공을 받은 후 15초로부터 카운트다운된다.
15초 규칙에는 몇 가지 예외 사항이 있다. 예를 들어, 투수가 공을 던지기 전에 던지기 영역을 벗어난 경우 시간은 초기화되어 새로운 15초 동안 공을 던지도록 허용된다. 비슷하게, 타자가 타석 밖으로 나가거나 수비 플레이로 인해 지연이 발생한 경우에도 시간은 초기화된다.

## 새로운 규칙에 대한 반응
15초 규칙은 선수, 감독, 팬들 사이에서 반응이 분분하다. 일부는 이 규칙이 플레이의 페이스를 높여 더욱 스릴 넘치는 게임을 제공한다고 생각하지만, 다른 사람들은 이 규칙이 게임의 자연스러운 리듬을 깨뜨리고, 투수들에게 너무 많은 압박을 준다고 생각한다.
하지만 MLB는 이 규칙이 게임의 진행 속도를 높이고 팬들에게 더욱 흥미로운 경기를 제공하는 데 도움이 된다고 주장한다. MLB는 이전에 경기 전체 시간이 너무 길어져 팬들의 흥미를 잃게 되는 것을 우려하여 다양한 방법으로 경기 시간을 단축하기 위한 노력을 기울여 왔다.
그러나 일부 팬들은 경기 시간 단축을 위해 규칙을 바꾸는 것이 게임의 본질을 해치는 것이라고 반대한다. 그리고 이 규칙이 투수의 성능에 영향을 미칠 수 있다는 우려도 있다. 일부 투수들은 이 규칙이 과도한 압박으로 인해 투구 자세에 문제가 생기고, 그로 인해 부상을 입을 수 있다고 말한다.
이에 대한 MLB의 반박은 이 규칙이 투수들을 괴롭히는 것이 아니라, 오히려 경기 진행 속도를 높이고 팬들에게 더욱 흥미로운 경기를 제공하는 것이라고 주장한다. 또한, MLB는 이 규칙이 게임의 전략적 요소와 선수의 능력에 영향을 미치지 않는다고 밝혔다.
15초 규칙은 MLB의 노력 중 하나로, 게임의 페이스와 전체 시간을 줄이기 위한 노력 중 하나이다. 이 규칙이 MLB에서 계속 사용될지에 대한 논란은 계속될 것이다. 그러나 이 규칙이 MLB에서 영향을 미치는 방식에 대한 평가와 판단은 MLB와 팬들 사이에서 계속될 것이다.